# Jeanette MacDonald
Jeanette Anna MacDonald (Filadelfia, 18 giugno 1903 – Houston, 14 gennaio 1965) è stata una cantante e attrice statunitense.

## Biografia

### Primi anni
Jeanette MacDonald manifestò sin da piccola uno spiccato talento per il canto, sviluppando con la giovinezza una voce dal timbro di soprano leggero. Decise di intraprendere la carriera nel mondo dello spettacolo assieme alla sorella maggiore Edith Marie più  conosciuta con il nome d'arte  di Blossom Rock, trasferendosi a New York, dove iniziò la sua attività di cantante, alla fine degli anni dieci, come corista negli spettacoli di Broadway. Grazie a una voce non comune, ma anche a un bell'aspetto fisico, si fece presto notare da vari impresari teatrali.
Nei primi anni venti divenne protagonista di vari spettacoli musicali, soprattutto nel campo dell'operetta e nel music hall. Il 28 dicembre 1925 interpretò Sylvia Metcalf nella prima assoluta di Tip-Toes di George Gershwin con Allen Kearns per il Broadway theatre di New York e nel 1928 Ginette Bertin nella prima assoluta di Sunny Days di Jean Schwartz a New York.
Dopo un provino presso gli Studi della Paramount, venne notata dal regista Ernst Lubitsch, che le fece firmare il suo primo contratto cinematografico per un film con Maurice Chevalier, Parata d'amore, conosciuto anche come Il principe consorte (1929). Per la Paramount la MacDonald girò altri tre film: Se io fossi re (1930), con Dennis King, Un'ora d'amore (1932) e Amami stanotte (1932), entrambi ancora con Maurice Chevalier.

### La MGM

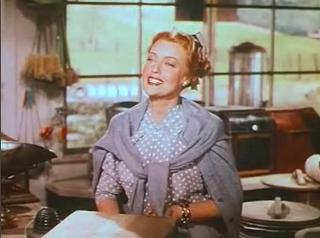
Jeanette MacDonald nel suo ultimo film: Primavera di sole (1949)

Nel 1933 Louis B. Mayer convinse la MacDonald a firmare un contratto che la portò a diventare una delle maggiori stelle della Metro. Il primo film fu Il gatto e il violino (1934), accanto a Ramón Novarro. La pellicola presentava al pubblico la particolarità della sequenza finale, girata in Technicolor a due colori.
Nello stesso anno, con La vedova allegra (1934), la MacDonald ebbe di nuovo come affiatato coprotagonista Maurice Chevalier. Diretto da Ernst Lubitsch e girato contemporaneamente anche in versione francese, il film ottenne grande successo e le doti canore della protagonista raggiunsero i massimi livelli. Nella pellicola successiva, Terra senza donne (1935), la MacDonald recitò con un nuovo partner maschile, il giovane baritono Nelson Eddy, con cui girerà otto film e canterà il brano Indian Love Call premiato nel 2008 con il Grammy Hall of Fame Award. La nuova coppia di divi diventerà famosa nella storia del cinema musicale americano quasi quanto quella di Fred Astaire e Ginger Rogers.
Alcune canzoni di Raymond vennero eseguite dalla MacDonald in vari concerti e spettacoli radiofonici. Nel 1949 la MacDonald girò il suo ultimo film, Primavera di sole, sempre per la MGM. Dopo vent'anni da protagonista in pellicole di successo, il suo pubblico la poté ancora ascoltare alla radio, in televisione o nei teatri, dove continuò ad esibirsi per anni.

### La morte
Verso la fine degli anni cinquanta, l'attrice iniziò ad avvertire i primi disturbi cardiocircolatori. Venne ricoverata in vari ospedali e sottoposta a diversi interventi di chirurgia, l'ultimo dei quali presso l'Ospedale Metodista di Houston, nel Texas, dove operava il famoso cardiochirurgo Michael E. DeBakey, pioniere dei trapianti di cuore e di chirurgia vascolare.
Nonostante i trattamenti medici a cui fu sottoposta, Jeanette MacDonald morì il 14 gennaio 1965, all'età di 61 anni.

## Vita privata
Il 16 giugno 1937 Jeanette MacDonald sposò Gene Raymond, attore, cantante e compositore. Il matrimonio, nonostante numerosi contrasti e incomprensioni, durò sino alla morte dell'attrice.
Era sorella dell'attrice Blossom Rock, nota per aver interpretato il personaggio di Nonna Addams nella serie televisiva La famiglia Addams (1964-1966).

## Filmografia parziale

### Cinema

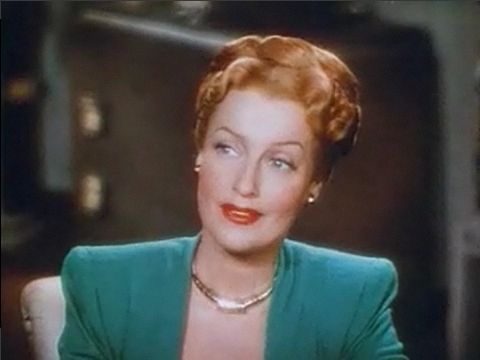
Jeanette MacDonald in Mamma non ti sposare (1948)

- Il principe consorte (The Love Parade), regia di Ernst Lubitsch (1929)
- Se io fossi re (The Vagabond King), regia di Ludwig Berger (1930)
- Nel regno della fantasia (Let's Go Native), regia di Leo McCarey (1930)
- Montecarlo (Monte Carlo), regia di Ernst Lubitsch (1930)
- La moglie n. 66 (The Lottery Bride), regia di Paul L. Stein (1930)
- L'amante di mezzanotte (Oh, for a Man!), regia di Hamilton MacFadden (1930)
- Don't Bet on Women, regia di William K. Howard (1931)
- I pasticci di Annabella (Annabelle's Affairs), regia di Alfred L. Werker (1931)
- Un'ora d'amore (One Hour with You), regia di Ernst Lubitsch (1932)
- Une heure près de toi, regia di Ernst Lubitsch e George Cukor (1932)
- Amami stanotte (Love Me Tonight), regia di Rouben Mamoulian (1932)
- Il gatto e il violino (The Cat and the Fiddle), regia di William K. Howard (1934)
- La vedova allegra (The Merry Widow), regia di Ernst Lubitsch (1934)
- Terra senza donne (Naughty Marietta), regia di W. S. Van Dyke (1935)
- Rose Marie, regia di W. S. Van Dyke (1936)
- San Francisco, regia di W. S. Van Dyke (1936)
- Primavera (Maytime), regia di Robert Z. Leonard (1937)
- La lucciola (The Firefly), regia di Robert Z. Leonard (1937)
- La città dell'oro (The Girl of the Golden West), regia di Robert Z. Leonard (1938)
- Bisticci d'amore (Sweethearts), regia di W. S. Van Dyke e, non accreditato, Robert Z. Leonard (1938)
- Broadway Serenade, regia di Robert Z. Leonard (1939)
- Luna nuova (New Moon), regia di Robert Z. Leonard (1940)
- Tzigana (Bitter Sweet), regia di W. S. Van Dyke (1940)
- Catene del passato (Smilin' Through), regia di Frank Borzage (1941)
- Musica sulle nuvole (I Married an Angel), regia di W. S. Van Dyke (1941)
- Avventura al Cairo (Cairo), regia di W. S. Van Dyke (1942)
- Mamma non ti sposare (Three Daring Daughters), regia di Fred M. Wilcox (1948)
- Primavera di sole (The Sun Comes Up), regia di Richard Thorpe (1949)

### Televisione
- Screen Directors Playhouse – serie TV, episodio 1x17 (1956)
- Playhouse 90 – serie TV, episodio 1x26 (1957)

### Film e documentari su Jeanette MacDonald
- Hollywood: Style Center of the World, regia di Oliver Garver - filmati di repertorio (1940)
- Le dee dell'amore (The Love Goddesses) documentario di Saul J. Turell - filmati di repertorio (1965)

## Doppiatrici italiane
Nelle versioni in italiano delle opere in cui ha recitato, Jeanette MacDonald è stata doppiata da: 
- Lia Orlandini in Primavera, Terra senza donne, La lucciola, Musica sulle nuvole, Primavera di sole
- Renata Marini in San Francisco (ridoppiaggio)
- Angiolina Quinterno in Amami stanotte (ridoppiaggio)